# Schlößle (Kempten)

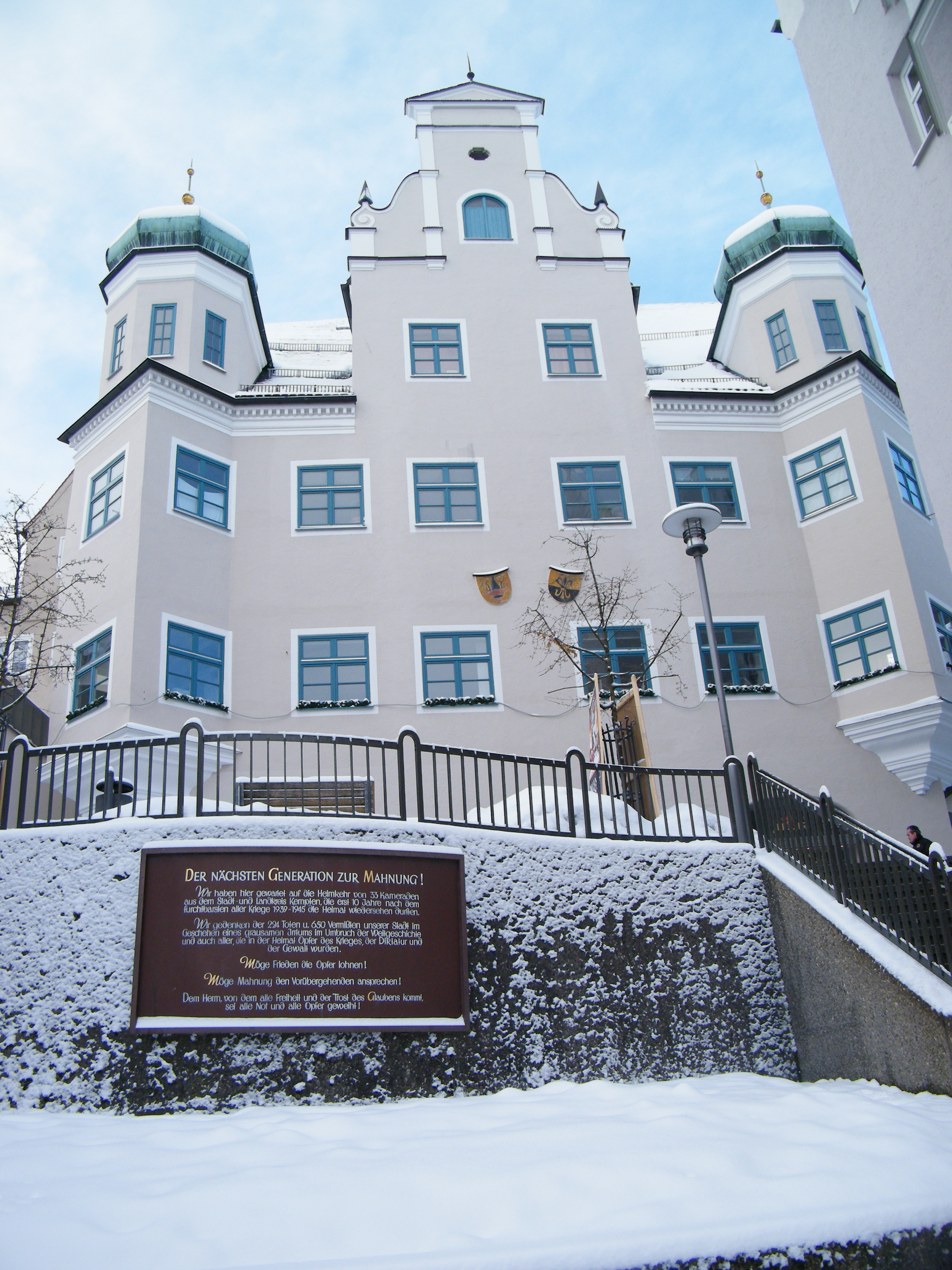
Das Schlössle in der Kemptener Innenstadt

Das Schlößle in Kempten, auch Dorn-Schlößle genannt, ist ein im Renaissance-Stil gehaltenes, unter Denkmalschutz stehendes Patrizierhaus mit verputztem Fachwerkgiebel. Die Anschrift des denkmalgeschützten Bauwerks lautet Am Schlössle 1.
Das Haus mit den zwei erhobenen Erkern wurde vom Bürgermeister Ulrich Dorn in den Jahren 1593 bis 1624 erbaut. Im Jahr 1855 wurde die Fassade im neugotischen Stil umgestaltet. Seit der Fertigstellung der Freitreppe 1905 ist die Fassade des Schlößles schon vom Rathausplatz aus sichtbar.
Im Jahr 1956 wurde die Ladenpassage im Haus eingeweiht. Ein Jahr darauf wurde die Fassade wieder in den ursprünglichen Zustand zurückversetzt. Heute dient das Gebäude als Wohn- und Geschäftshaus. Unterhalb des Schlosses befindet sich die Kempter Freitreppe.